# سیارک ۶۹۹۵
سیارک ۶۹۹۵ (به انگلیسی: 6995 Minoyama، نامگذاری:1996BZ1) شش هزار و نهصد و نود و پنجمین سیارک کشف شده‌است که در ۲۴ ژانویه ۱۹۹۶ کشف شد.
قدر مطلق سیارک برابر ۲۱.۴ است.